# نيكولا ليوني
نيكولا ليوني (بالإيطالية: Nicola Leone)‏ هو عالم حاسوب إيطالي له أعمال في مجال الذكاء الاصطناعي وتمثيل المعرفة ونظرية قواعد البيانات. يشغل حاليا منصب رئيس جامعة كالابريا وأستاذ علم الحاسوب. كما عمل سابقا أستاذا في الجامعة التقنية في فيينا في اختصاص أنظمة قواعد البيانات.